# Міжнародні оперні премії

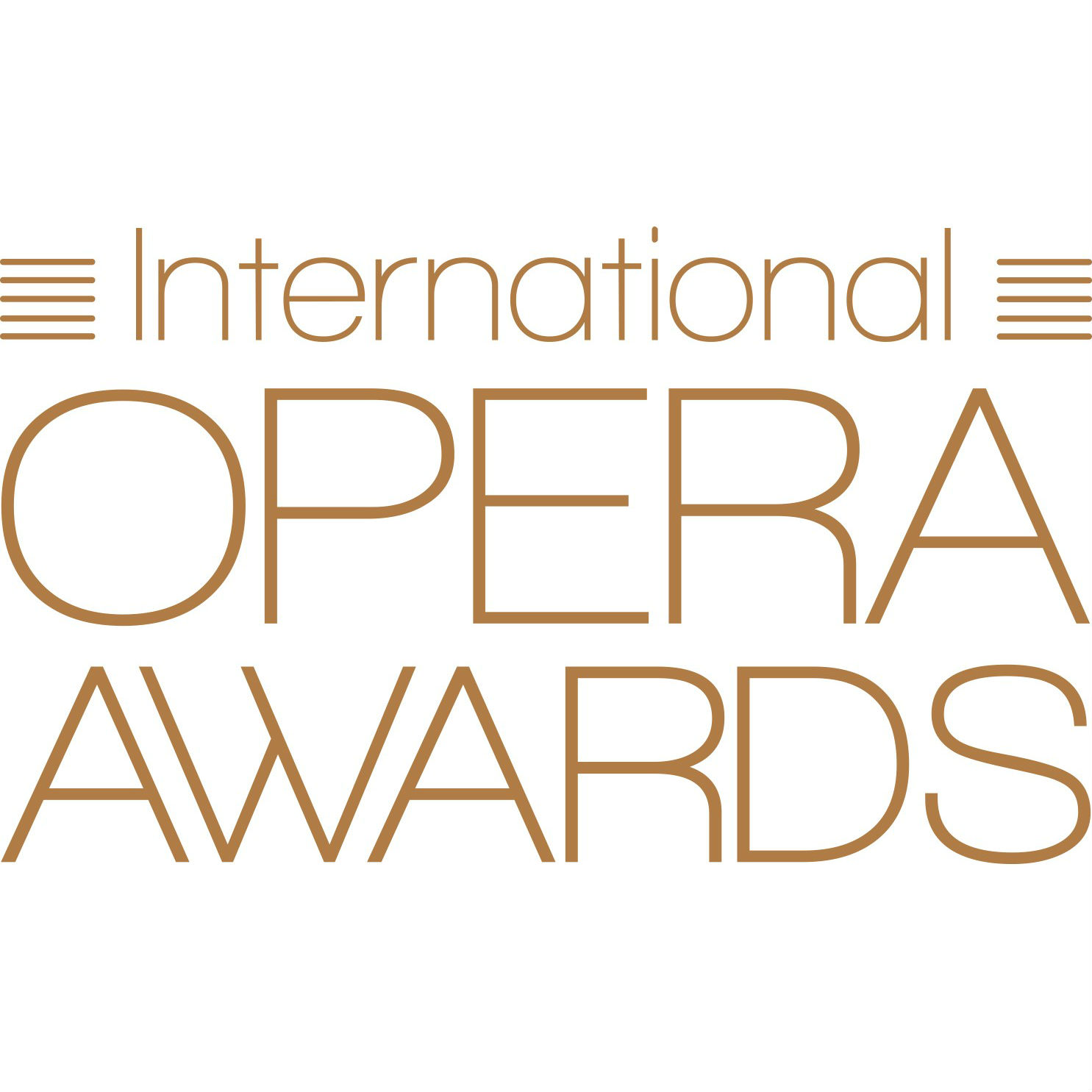
Логотип Міжнародних оперних нагород

Міжнародні оперні премії (англ. International Opera Awards) — міжнародна нагорода в оперному жанрі, яку присуджують щорічно, починаючи з 2013.
Премію заснували у 2013 році Гаррі Гайман, британський бізнесмен, меценат і прихильник опери, та Джон Еллісон, редактор журналу Opera. Метою заходу є відзначення досконалості в опері та підвищення популярності опери як мистецького жанру на міжнародному рівні.

## Нагороди і церемонія
Нагороди вручаються приблизно в 20 категоріях щороку. Номінації для всіх категорій відкриті для широкої громадськості, які висувають свої пропозиції через онлайн-форму. Отримані в такий спосіб довгі списки розглядаються журі із оперних критиків та адміністраторів, які оголошують короткі списки до початку церемонії.
Переможців визначають таємним голосуванням, за винятком премії читачів журналу " Опера ", яку визначають шляхом публічного голосування.
Вперше церемонія нагородження відбулася в Лондоні 22 квітня 2013 року. Подальші церемонії відбувалися щороку у квітні чи травні.

## Переможці
| Рік  | Номінація                      | Переможець | Номінанти |
| ---- | ------------------------------ | --- | --- |
| 2019 |                                | | |
| 2022 | композитор                     | Опера "Джміль-Білоліт". Автори: Нестор Кирпишников, Назарівська Ірина ( Україна)                                                | |
| 2019 | Хор                            | Большой театр ( Росія) | - Нідерландська опера ( Нідерланди) - Ліонська опера ( Франція) - Королівський театр Ковент-Гарден ( Велика Британія) - Саксонська державна опера Дрездена ( Німеччина) - Ла Скала ( Італія) |
| 2019 | Диригент                       | Марк Альбрехт ( Німеччина) | - Чон Мюн Хун ( Південна Корея) - Дієго Фазоліс ( Швейцарія) - Рене Якобс ( Бельгія) - Мікеле Маріотті ( Італія) - Марк Вігглсворт ( Велика Британія)                                        |
| 2019 | Сценограф                      | Ребекка Рінгст ( Німеччина) | |
| 2019 | Режисер                        | Кеті Мітчелл ( Велика Британія)                                                                                                 | |
| 2019 | Освіта та просвітницька робота | Umculo ( ПАР) | |
| 2019 | Співачка                       | Асмік Грігорян ( Литва) | - Анна Катерина Антоначчі ( Італія) - Даніела Барселлона ( Італія) - Сабін Девьєй ( Франція) - Роза Феола ( Італія) - Претті Єнде ( Південно-Африканська Республіка)                         |
| 2019 | Фестиваль                      | Фестиваль Яначека (Брно) ( Чехія)                                                                                               | |
| 2019 | Лідерство                      | Вальдемар Домбровський ( Польща)                                                                                                | |
| 2019 | Досягнення протягом життя      | Леонтина Прайс ( США) | |
| 2019 | Співак                         | Карла Кастроново ( США) | - Алекс Еспозіто ( Італія) - Брендон Йовановіч ( США) - Джон Осборн ( США) - Хав'єр Сабата ( Іспанія) - Георг Цеппенфельд ( Німеччина)                                                       |
| 2019 | Нова постановка                | Яначек: ''З мертвого дому'', реж. Кшиштоф Варліковський (Королівський оперний театр) ( Польща / Велика Британія)                | |
| 2019 | Новачок                        | Максим Ємеляничев ( Росія) | |
| 2019 | Оперний театр                  | Фламандська опера ( Бельгія) | |
| 2019 | Оперний оркестр                | Королівський театр Ковент-Гарден ( Велика Британія)                                                                             | |
| 2019 | Спонсор                        | Фонд Брю ( Швейцарія) | |
| 2019 | Премія читачів                 | Соня Йончева ( Болгарія) | |
| 2019 | Запис (повний запис опери)     | Россіні: Семіраміда — Opera Rara ( Велика Британія)                                                                             | |
| 2019 | Запис (концертне виконання)    | Стефан Дегу: «Enfers» (лейбл: Harmonia Mundi) ( Франція)                                                                        | |
| 2019 | Відновлений твір               | Хассе: Артасерсе (Опера Пінчгут) ( Австралія)                                                                                   | |
| 2019 | Світова прем'єра               | Куртаг: Кінець гри (Ла Скала) ( Угорщина/ Італія)                                                                               | |
| 2019 | Юний співак/співачка           | Марина Віотті ( Швейцарія) | |
| 2018 |                                | | |
| 2018 | Хор                            | MusicAeterna | |
| 2018 | Диригент                       | Володимир Юровський ( Росія) | |
| 2018 | Сценограф                      | Пол Стейнберг ( Велика Британія)                                                                                                | |
| 2018 | Режисер                        | Маріуш Трелінський ( Польща) | |
| 2018 | Освіта та просвітницька робота | Opera Holland Park ( Нідерланди)                                                                                                | |
| 2018 | Співачка                       | Малін Бистрьом ( Швеція) | - Кармен Джаннаттазіо ( Італія) - Барбара Ханніган ( Канада) - Хуей Хе ( КНР) - Ермонела Яхо ( Албанія) - Єва-Марія Вестбрук ( Нідерланди)                                                   |
| 2018 | Співак                         | Пйотр Бечала ( Польща) | - Гюнтер Гройсбек ( Австрія) - Петер Маттеі ( Швеція) - Ерік Оуенс ( США) - Сімоне П'яцолла ( Італія) - Майкл Спайрз ( США)                                                                  |
| 2018 | Молодий співак / співачка      | Волліс Джунта ( Канада) | |
| 2018 | Фестиваль                      | Фестиваль Верді у м. Парма ( Італія)                                                                                            | |
| 2018 | Лідерство в опері              | Бернд Лобі ( Німеччина) | |
| 2018 | Досягнення протягом життя      | Тереза Берганса ( Іспанія) | |
| 2018 | Нова постановка                | Бріттен: Біллі Бадд, реж. Дебора Уорнер (Театр Реал)) ( Іспанія)                                                                | |
| 2018 | Новачок                        | Барбора Горакова ( Чехія) | |
| 2018 | Оперний театр                  | Баварська державна опера ( Німеччина)                                                                                           | |
| 2018 | Оперний оркестр                | Ла Скала ( Італія) | |
| 2018 | Спонсор                        | Аннет Кемпбелл-Вайт ( Нова Зеландія)                                                                                            | |
| 2018 | Премія читачів                 | Претті Єнде ( ПАР) | |
| 2018 | Запис (повний запис опери)     | Берліоз: Троянці (лейбл: Erato) ( Франція)                                                                                      | |
| 2018 | Запис (сольний концерт)        | Вероніка Жанс: Visions (лейбл: Alpha) ( Франція)                                                                                | |
| 2018 | Відновлений твір               | Кренек: Der Diktator; Schwergewicht; Das geheime Königreich (Oper Frankfurt) ( Німеччина)                                       | |
| 2018 | Світова прем'єра               | Бретт Дін: Гамлет (Гліндборн) ( Австралія/ Велика Британія)                                                                     | |
| 2017 |                                | | |
| 2017 | Хор                            | Хор ім. Арнольда Шенберга ( Австрія)                                                                                            | |
| 2017 | Диригент                       | Філіп Джордан ( Швеція) | |
| 2017 | Сценограф                      | Клаус Грюнберг ( Німеччина) | |
| 2017 | Режисер                        | Крістоф Лой ( Німеччина) | |
| 2017 | Освіта та просвітницька робота | Наталія Сац, дитячий оперний театр, Москва ( Росія)                                                                             | |
| 2017 | Співачка                       | Анна Нетребко ( Росія) | - Марія Бенгтссон ( Швеція) - Стефані д'Устрак ( Франція) - Крістіана Карг ( Німеччина) - Аніта Рачвелішвілі ( Грузія) - Даніела Сіндрам ( Німеччина)                                        |
| 2017 | Співак                         | Лоренс Бравнлі ( США) | - Стефан Дегу ( Франція) - Ерік Оуенс ( США) - Меттью Поленцані ( США) - Йохан Рейтер ( Данія) - Мартін Вінклер ( Австрія)                                                                   |
| 2017 | Молодий співак / співачка      | Луїза Олдер ( Велика Британія)                                                                                                  | |
| 2017 | Фестиваль                      | Вексфорд Фестиваль Опера ( Ірландія)                                                                                            | |
| 2017 | Лідерство в опері              | Бернар Фокколл ( Бельгія) | |
| 2017 | Досягнення протягом життя      | Рената Скотто ( Італія) | |
| 2017 | Нова постановка                | Кайя Сааріаго: «L'amour de loin», реж. Роберт Лепаж (Метрополітен-Опера) ( Фінляндія/ США)                                      | |
| 2017 | Новачок                        | Лоренцо Віотті (Диригент) ( Швеція)                                                                                             | |
| 2017 | Оперний театр                  | Ліонська опера ( Франція) | |
| 2017 | Премія читачів журналу «Опера» | Хуан Дієго Флорес ( Перу) | |
| 2017 | Спонсор                        | FEDORA: Європейський гурток благодійників опери та балету ( Франція)                                                            | |
| 2017 | Запис (повний запис опери)     | Винова краля (BR Klassik) ( Росія / Німеччина)                                                                                  | |
| 2017 | Запис (сольний концерт)        | Pretty Yende: Подорож (Sony) ( ПАР)                                                                                             | |
| 2017 | Відновлений твір               | Желєнський: Goplana (Польська національна опера) ( Польща)                                                                      | |
| 2017 | Спеціальна пам'ятна премія     | Альберто Зедда ( Італія) | |
| 2017 | Світова прем'єра               | Томас Адес: Ангел-винищувач (Зальцбурзький фестиваль) ( Велика Британія/ Австрія)                                               | |
| 2016 |                                | | |
| 2016 | Доступність                    | Оперна платформа ( Бельгія) | |
| 2016 | CD (повний запис опери)        | Доніцетті: Мученики, Опера Рара ( Велика Британія/ Італія)                                                                      | |
| 2016 | CD (концертний запис)          | Анн Халенберг: Аґріппіна, лейбл: Deutsche Harmonia Mundi ( Швеція / Німеччина)                                                  | |
| 2016 | Хор                            | Англійська національна опера ( Велика Британія)                                                                                 | |
| 2016 | Диригент                       | Джанандреа Нозеда ( Італія) | |
| 2016 | Сценограф                      | Вікі Мортімер ( Велика Британія)                                                                                                | |
| 2016 | Режисер                        | Лоран Пеллі ( Франція) | |
| 2016 | DVD                            | Римський-Корсаков: Царева наречена, Bel Air Classiques ( Франція/ Росія)                                                        | |
| 2016 | Співачка                       | Маріелла Девія ( Італія) | |
| 2016 | Співак                         | Грегорі Кунде ( США) | |
| 2016 | Молода співачка                | Асмік Грігорян ( Литва) | |
| 2016 | Молодий співак                 | Станіслас де Барбейрак ( Франція)                                                                                               | |
| 2016 | Фестиваль                      | Глайндборський фестиваль ( Велика Британія)                                                                                     | |
| 2016 | Досягнення за все життя        | Брігітта Фассбендер ( Німеччина)                                                                                                | |
| 2016 | Нова вистава                   | Бріттен: Пітер Грімс , Віденська опера ( Австрія/ Велика Британія)                                                              | |
| 2016 | Оперна компанія                | Нідерландська опера ( Нідерланди)                                                                                               | |
| 2016 | Спонсор                        | Білл та Джуді Боллінгер, Крістін Коллінз                                                                                        | |
| 2016 | Відновлений твір               | Оффенбах: Король Морква , Ліонська опера ( Франція)                                                                             | |
| 2016 | Світова прем'єра               | Дженніфер Хігдон: Холодна гора, Опера Санта-Фе ( США)                                                                           | |
| 2016 | Юний диригент                  | Джакомо Сагріпанті ( Італія) | |
| 2016 | Молодий режисер                | Фабіо Сереза ( Італія) | |
| 2016 | Премія читачів                 | Ермонела Яхо ( Албанія) | |
| 2015 |                                | | |
| 2015 | Доступність                    | Норвезька опера ( Норвегія) | |
| 2015 | CD (Запис опери, повністю)     | Оффенбах: Фантазія , Опера Рара ( Велика Британія)                                                                              | |
| 2015 | CD (Концертне виконання)       | Анна Боітатібус: Semiramide: La Signora Regale , Лейбл: Deutsche Harmonia Mundi ( Італія / Німеччина)                           | |
| 2015 | Хор                            | Хор Валлійської національної опери ( Велика Британія)                                                                           | |
| 2015 | Диригент                       | Семен Бичков ( Росія/ США) | |
| 2015 | Художник                       | Ес Девлін ( Велика Британія) | |
| 2015 | Режисер                        | Річард Джонс ( Велика Британія)                                                                                                 | |
| 2015 | DVD                            | Р Штраус: Електра ', Bel Air Classiques ( Франція / Німеччина)                                                                  | |
| 2015 | Співачка                       | Аня Хартерос ( Німеччина) | |
| 2015 | Співак                         | Крістіан Герхахер ( Німеччина)                                                                                                  | |
| 2015 | Юний співак                    | Юстіна Грінгіт ( Литва) | |
| 2015 | Фестиваль                      | фестиваль у Брегенці ( Австрія)                                                                                                 | |
| 2015 | Досягнення за все життя        | Спайт Дженкінс ( США) | |
| 2015 | Новачок                        | Лотте де Беер ( Нідерланди) | |
| 2015 | Нова вистава                   | Мусоргський: Хованщина , Бірмінгемська опера ( Велика Британія / Росія)                                                         | |
| 2015 | Оперна компанія                | Берлінська комічна опера ( Німеччина)                                                                                           | |
| 2015 | Спонсор                        | Енн Зіфф (Фонд Білла та Енн Зіфф) ( США)                                                                                        | |
| 2015 | Премія читачів                 | Александра Курзак ( Польща) | |
| 2015 | Премія читачів                 | Йонас Кауфман ( Німеччина) | |
| 2015 | Відновлений твір               | Россіні: Авреліан в Пальмірі , Оперний фестиваль Россіні (Пезаро) ( Італія)                                                     | |
| 2015 | Ювілейна вистава (Штраус)      | Жінка без тіні , Королівський оперний театр (Лондон) ( Велика Британія/ Німеччина)                                              | |
| 2015 | Світова прем'єра               | Філіп Бусманс: У світ, Ла Монне (Брюссель) ( Бельгія)                                                                           | |
| 2014 |                                | | |
| 2014 | Доступність                    | Театр Соціале ді Комо ( Італія)                                                                                                 | |
| 2014 | Ювілейні вистави (Бріттен)     | «Пітер Граймс» на пляжі (фестиваль Олдербург) ( Велика Британія)                                                                | |
| 2014 | Ювілейні вистави (Верді)       | Трилогія «Верді» — «La battaglia di Legnano», "Двоє з Фоскарі ", " Ломбардці "(Гамбурзька державна опера) ( Німеччина / Італія) | |
| 2014 | Ювілейні вистави (Вагнер)      | Парсіфаль (Фламандська опера) ( Бельгія / Німеччина)                                                                            | |
| 2014 | CD (Запис опери, повністю)     | Отелло ) (Симфонічний оркестр Чикаго) ( США)                                                                                    | |
| 2014 | CD (концертне виконання)       | Енн Галленберг — прихований Гендель (Naïve) ( Швеція / Німеччина)                                                               | |
| 2014 | Хор                            | Байройтський фестиваль ( Німеччина)                                                                                             | |
| 2014 | Диригент                       | Кирило Петренко ( Німеччина/ Росія)                                                                                             | |
| 2014 | Сценограф                      | Пол Браун ( Велика Британія) | |
| 2014 | Режисер                        | Баррі Коскі ( Австралія) | |
| 2014 | DVD                            | Шарпантьє Девід та Джонатас (Bel Air Classiques) ( Франція)                                                                     | |
| 2014 | Співачка                       | Діана Дамрау ( Німеччина) | |
| 2014 | Співак                         | Стюарт Скелтон ( Австралія) | |
| 2014 | Юний співак/співачка           | Джеймі Бартон ( США) | |
| 2014 | Фестиваль                      | Фестиваль Екс-ан-Прованса ( Франція)                                                                                            | |
| 2014 | Досягнення за все життя        | Джерард Мортьє ( Бельгія) | |
| 2014 | Нова вистава                   | Норма , реж. Моше Лейзер та Патріс Карьє (Зальцбурзький фестиваль) ( Австрія / Італія)                                          | |
| 2014 | Оперна компанія                | Опер Цюрих ( Швейцарія) | |
| 2014 | Спонсор                        | Едгар Фостер Даніелс ( США) | |
| 2014 | Премія читачів                 | Джозеф Каллея ( Мальта) | |
| 2014 | Відновлений твір               | Крістіна, королева Свізії (Фороні), Вексфордський фестиваль ( Ірландія / Італія)                                                | |
| 2014 | Світова прем'єра               | «Венеціанський купець» (Анджей Чайковський), фестиваль у Брегенці ( Польща/ Австрія)                                            | |
| 2013 |                                | | |
| 2013 | Доступність                    | Метрополітен-опера ( США) | |
| 2013 | CD (Запис опери, повністю)     | Алессандро (Гендель), дир. Джордж Петру (лейбл: Decca) ( Греція / Велика Британія)                                              | |
| 2013 | CD (концертне виконання)       | Крістіан Герхахер: Романтичні Арії (Sony) ( Німеччина)                                                                          | |
| 2013 | Хор                            | Опера Кейптаун ( ПАР) | |
| 2013 | Диригент                       | Антоніо Паппано ( Велика Британія)                                                                                              | |
| 2013 | Художник-костюмер              | Букі Шифф ( Ізраїль) | |
| 2013 | Художник-постановник           | Ентоні Макдональд ( Велика Британія)                                                                                            | |
| 2013 | Дизайнер (освітлення)          | Пол Констебл ( Велика Британія)                                                                                                 | |
| 2013 | Режисер                        | Дмитро Черняков ( Росія) | |
| 2013 | DVD                            | Пуччіні: Триптіх, Королівська опера, дир. Річард Джонс, костюмер Антоніо Паппано (Opus Arte) ( Велика Британія / Італія)        | |
| 2013 | Співачка                       | Ніна Штемме ( Швеція) | |
| 2013 | Співак                         | Йонас Кауфман ( Німеччина) | |
| 2013 | Юний співак                    | Софі Беван ( Велика Британія)                                                                                                   | |
| 2013 | Фестиваль                      | Зальцбурзький фестиваль ( Австрія)                                                                                              | |
| 2013 | Новачок (диригент або режисер) | Даніеле Рустіоні ( Італія) | |
| 2013 | Нова вистава                   | Сказання про невидиме місто Кітеж і діву Февронію, реж. Дмитро Черняков (Нідерландська опера) ( Росія/ Нідерланди)              | |
| 2013 | Оперна компанія                | Франкфуртська опера ( Німеччина)                                                                                                | |
| 2013 | Оперний оркестр                | Метрополітен-опера ( США) | |
| 2013 | Спонсор                        | Сер Пітер Мур ( Велика Британія)                                                                                                | |
| 2013 | Відновлений твір               | Шарпентьє: Девід та Джонатас, ансамбль «Les Arts Florissants» ( Франція)                                                        | |
| 2013 | Світова прем'єра               | Написано на шкірі (Бенджамін), фестиваль в Екс-ан-Провансі ( Велика Британія/ Франція)                                          | |